# Рибний провулок (Москва)
Рибний провулок (рос. Рыбный переулок) — невелика московська вулиця в Китай-городі між вулицями Іллінкою та Варваркой. Із вересня 2017 року провулок пішохідний.

## Історія
Рибний провулок спочатку в XVII ст. називався Введенським через церкву Введення пресвятої Богородиці, що була на цьому проспекті. У XVIII ст. — Магістратський провулок — в честь Головного магістрату, що знаходився на проспекті. Остаточна назва укріпилась через розташованого тут у XVIII — на початку XIX ст. рибного ряду. Після будівництва Старого (1791—1805; 1825—1830, проект Дж. Кваренгі) і Нового (1838—1840) Гостинних дворів провулок фактично став проїздом між протяжними фасадами цих будівель.

## Опис

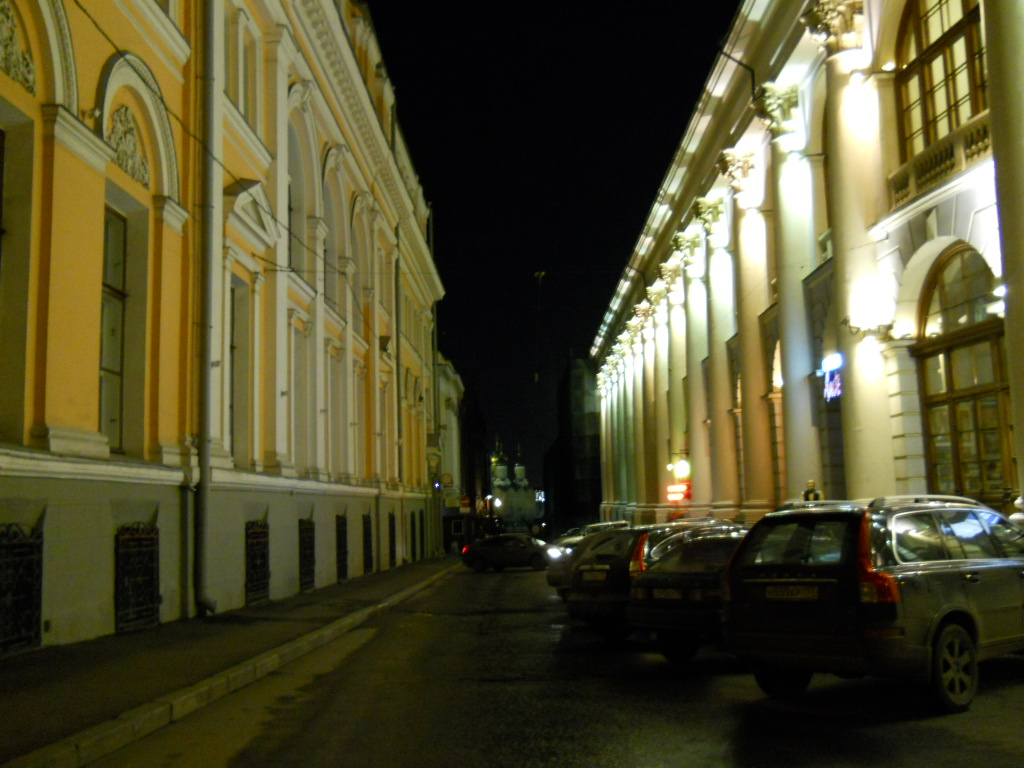
Рибний провулок ввечері. Вигляд від Іллінки.

Рибний провулок починається від Іллінки навпроти Богоявленського провулка і проходить на південний схід до Варварки.